# James P. Buchanan
James P. Buchanan, né le 30 avril 1867 à Midway et mort le 22 février 1937 à Washington, D.C., est un homme politique américain, élu républicain du Texas à la Chambre des représentants des États-Unis de 1913 à 1937.